# Sericoides comata
Sericoides comata är en skalbaggsart som beskrevs av Germain 1863. Sericoides comata ingår i släktet Sericoides och familjen Melolonthidae. Inga underarter finns listade i Catalogue of Life.